# Francisco Cuadrado Narváez
Francisco Cuadrado Narváez (1922, Cabra, Córdoba — 2005) fue un tenor español, es recordado por sus conciertos con el Real Centro Filarmónico "Eduardo Lucena" de Córdoba. Tenor 1º de matiz aflamencado. 

## Biografía
Natural de la localidad cordobesa de Cabra, ingresó en el Coro en 1961 y hasta su muerte, a los 83 años, fue miembro activo del Centro Filarmónico. Su humor característico y su buen hacer en el coro, contribuyó durante más de 30 años, al éxito de la lírica cordobesa. En sus interpretaciones de "Fantasía Cordobesa" de José Timoteo Franco, "Callejita de las flores", "Flores en el pelo" y en otras canciones de la lírica popular cordobesa de Ramón Medina Ortega, supo imprimir matices flamencos, característicos de su voz.
El Centro Filarmónico es junto con el Círculo de la Amistad de Córdoba (popularmente denominado Casino) importante lugar de encuentro y reunión de la sociedad cordobesa, donde se realizan gran número de actividades culturales.
También destacó en su faceta de "cantaor de saetas" en la Semana Santa cordobesa. De estilo clásico y sobrio, nunca faltó a su cita con el Cristo de las Penas de la Parroquia de Santiago Apóstol y el Cristo de la Misericordia de la Basílica de San Pedro. Cantó sus saetas "oraciones" en los más bellos rincones del recorrido procesional. 
Francisco Cuadrado Narváez, a sus 70 años cantó "Flores en el pelo". Concierto del Real Centro Filarmónico de Córdoba "Eduardo Lucena", celebrado en el Patio de los Naranjos de la Mezquita-Catedral de Córdoba, en junio de 1991.

## Coros
- Real Centro Filarmónico "Eduardo Lucena" de Córdoba